# Magdeburger Straßen/Z
Nachfolgend werden Bedeutungen und Umstände der Namengebung von Magdeburger Straßen und ihre Geschichte aufgezeigt. Aktuell gültige Straßenbezeichnungen sind in Fettschrift angegeben, nach Umbenennung oder Überbauung nicht mehr gültige Bezeichnungen in Kursivschrift. Soweit möglich werden auch bestehende oder ehemalige Institutionen, Denkmäler, besondere Bauten oder bekannte Bewohnerinnen und Bewohner aufgeführt.
Die Liste erhebt zunächst noch keinen Anspruch auf Vollständigkeit.
Zackelbergstraße; Stadtteil Stadtfeld West; PLZ 39110
Diese Straße wurde nach der in der Colbitz-Letzlinger Heide gelegenen Erhebung Zackelberg benannt. Mehrere Straßen der näheren Umgebung tragen die Namen von Hügeln in der Region Magdeburg.
Zackmünder Straße; Stadtteil Westerhüsen; PLZ 39122
Die Straße wurde nach der zwischen Schönebeck (Elbe) und Pömmelte gelegenen Ansiedlung Zackmünde benannt.
Zaunkönigstraße; Stadtteil Stadtfeld West; PLZ 39110
Benannt nach der Vogelart Zaunkönig. Diverse Straßen der Nachbarschaft tragen die Namen von Vogelarten.
Zechsteinring; Stadtteil Alt Olvenstedt; PLZ 39130
Zwischen dem Wohngebiet Saures Tal und dem Flüsschen Olvenstedter Röthe entstand ab 2004 ein Wohngebiet mit 3 Abschnitten am Rande von Magdeburg. Der Zechsteinring ist die Ringstraße innerhalb des 2. Abschnittes. Die Benennung geht auf einen Vorschlag des Arbeitskreises Alt Olvenstedt zurück, der für die Straßen im neuen Wohngebiet An den Röthen Namen aus der Geologie vorsah. Dem Vorschlag folgte der Stadtrat mit Beschluss vom 7. Februar 2002.
Zeddenicker Weg; Stadtteil Berliner Chaussee; PLZ 39114
Diese Straße wurde nach der westlich von Möckern gelegenen Ortschaft Zeddenick benannt.
Zeisigbauer; Stadtteil Altstadt; PLZ 39104
Diese Straße verlief von der Großen Junkerstraße nach Osten zur Berliner Straße. Der Name der Straße rührte daher, dass in der Mitte des Verlaufs der sehr kleinen und engen Gasse eine kleine Erweiterung bestand, die wohl aufgrund ihrer Enge einen käfigartigen Eindruck machte. Es entstand so die Benennung nach der heute ungebräuchlichen Bezeichnung Zeisigbauer für einen Vogelkäfig.
Nach den schweren Zerstörungen des Zweiten Weltkrieges erfolgte ein Wiederaufbau der Stadt, der sich nicht an die historisch gewachsene Stadtstruktur hielt. Die Straße Zeisigbauer wurde nicht wieder aufgebaut. An ihrer Stelle befand sich dann in der Zeit der DDR zunächst eine Grünfläche. Heute befindet sich in diesem Bereich das Parkhaus des Einkaufszentrums Allee-Center.
Zeppelinstraße; Stadtteil Sudenburg; PLZ 39116
Heute: ?
Die vormals zur Gemarkung von Ottersleben gehörende Straße war nach dem Erfinder des Luftschiffs Zeppelin Ferdinand Graf von Zeppelin (1838–1917) benannt.
Zerbster Straße; Stadtteil Brückfeld; PLZ 39114
Sie wurde nach der Stadt Zerbst in Sachsen-Anhalt benannt. Die Straße wurde in den Jahren 1911 bis 1914 angelegt.
Zerrennerstraße; Stadtteil Diesdorf; PLZ 39110
Die Straße wurde zu Ehren des Theologen, Schriftstellers und Schulrates der Stadt Magdeburg Karl Christoph Gottlieb Zerrenner (1780–1851) benannt.
Zetkinstraße; Stadtteil Cracau; PLZ 39114
Vormals: Weddingenstraße
Diese Straße wurde nach der deutschen kommunistischen Politikerin Clara Zetkin (1857–1933) benannt.
Ziegelei-Privatweg; Stadtteil Berliner Chaussee; PLZ 39114
Der Name der Straße dürfte auf eine hier ursprünglich befindliche Ziegelei zurückgehen.
Ziegeleistraße; Stadtteil Rothensee; PLZ 39126
Der Name der Straße dürfte auf eine hier ursprünglich befindliche Ziegelei zurückgehen.
Zielitzer Straße; Stadtteil Neue Neustadt; PLZ 39124
Die Straße wurde nach dem nordöstlich von Wolmirstedt gelegenen Ort Zielitz benannt.
Zietenstraße; Stadtteil Altstadt; PLZ 39104
Heute: Planckstraße
Diese Straße war nach dem preußischen General Hans Joachim von Zieten benannt.
Zinckestraße; Stadtteil Fermersleben; PLZ 39122
Der Name der 1926/27 angelegten Straße geht auf die Zincke´sche Hauptstiftung zurück, die in dem Gebiet über größeres Grundvermögen verfügte. Die Stiftung war testamentarisch vom 1850 verstorbenen Sudenburger Ratsmann Johann Georg Peter Zincke errichtet worden.
Bekannte Personen, die hier lebten:
- Otto Schumann; Abgeordneter im ersten Landtag von Sachsen-Anhalt, wohnte in der Nr. 6.

Ziolkowskistraße; Stadtteil Neustädter See; PLZ 39126
Die Benennung der Straße erinnert an den russischen Vordenker der Raumfahrt Konstantin Eduardowitsch Ziolkowski (1857–1935).
Zipkeleben; Stadtteil Zipkeleben; PLZ 39114
Der Name der Straße und des sehr kleinen Stadtteils Zipkeleben, in welchem sie sich befindet, sind identisch.
Zipkeleber Weg; Stadtteile Prester und Zipkeleben; PLZ 39114
Die Straße führt von Prester in Richtung Zipkeleben und trägt daher ihren Namen.

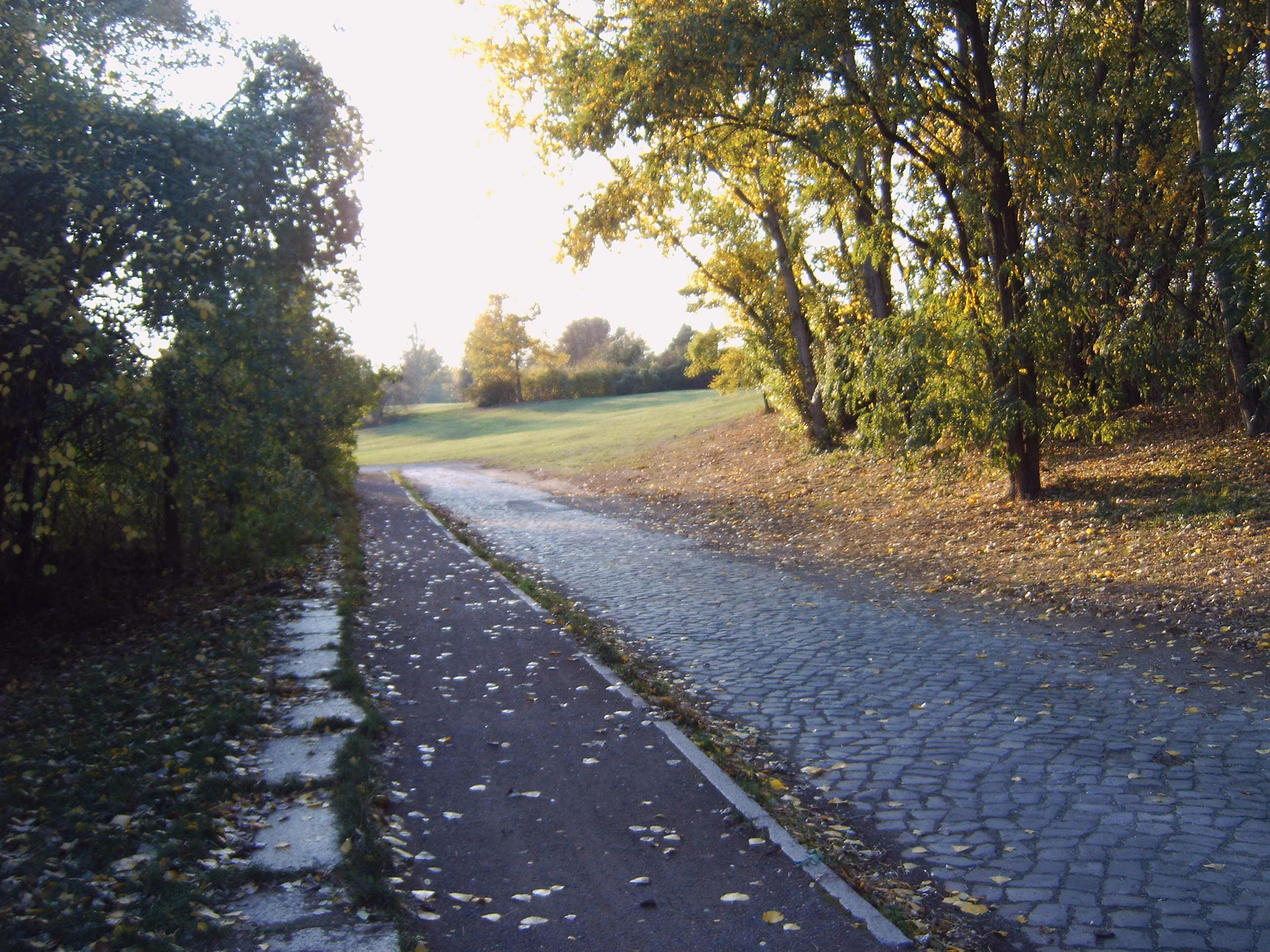
Straße Zitadelle

Zitadelle; Stadtteil Werder; PLZ 39114
Vormals: Citadelle
Die Straße liegt auf dem Gelände der ehemaligen Zitadelle Magdeburg, die zur Festungsanlage der Stadt Magdeburg gehörte und zur Sicherung der Ostflanke der Stadt und zum Schutz des Elbübergangs auf einer Elbinsel von 1683 bis 1702 errichtet wurde. Die Stadt konnte dieses Gelände erst 1927 kaufen. Die Straße dient heute vor allem als Fußweg zum Messe- und Veranstaltungsplatz.
Zobelweg; Stadtteil Salbke; PLZ 39122
Diese Straße wurde nach der Raubtier aus der Gattung der Echten Marder Zobel benannt.

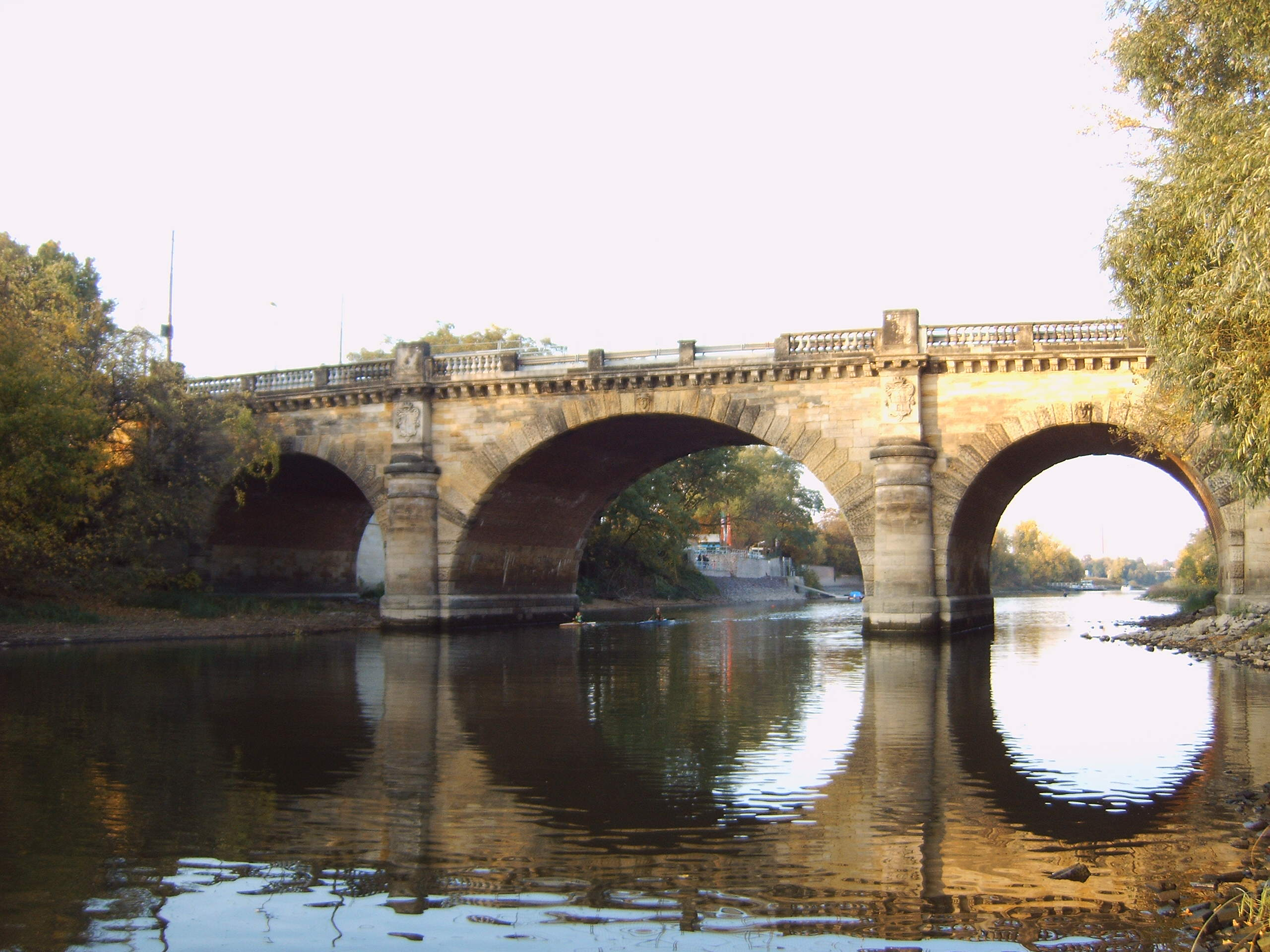
Zollbrücke

Zollbrücke; Stadtteil Werder; PLZ 39114
Die jetzt über die Zollelbe führende Zollbrücke besteht seit 1882.
Zollstraße; Stadtteil Werder; PLZ 39114
Bei dieser Straße handelt es sich um die älteste Siedlungsstraße des Werders. Sie wurde 1722 angelegt und diente zunächst als Verbindungsweg zwischen den entlang der Zollelbe befindlichen Holzstrecken. 1869 wurde sie als Zollstraße benannt.
Zoppoter Straße; Stadtteil Kannenstieg; PLZ 39128
Heute: Farsleber Straße
Die Straße war nach der heute zu Polen gehörenden in der Nähe Danzigs gelegenen Stadt Zoppot benannt. In der Zeit der DDR wurde sie umbenannt. Namen von Orten, aus denen die deutsche Bevölkerung nach dem Zweiten Weltkrieg vertrieben worden war oder die nicht mehr zu Deutschland gehörten, sollten nicht mehr erscheinen.
Zschokkestraße; Stadtteil Altstadt; PLZ 39104
Vormals:
Brühl (um 1377)
Sack, auch Im Sack (ab 1730)
Pröschelstraße (ab 1843)
Luisenstraße (von 1854 bis 1887)
Diese Straße verlief zunächst als Sackgasse von der Straße Am Krökentor nach Süden. 1843 erfolgte durch den Unternehmer und Kupferschmied August Pröschel ein Durchbruch nach Süden zur Braunehirschstraße. Nach der Eingemeindung der Magdeburger Neustadt konnte der bis dahin verwandte Name Luisenstraße nicht weiter verwandt werden, da auch in Neue Neustadt eine Luisenstraße bestand. Es erfolgte daher die Benennung nach dem in der benachbarten Schrotdorfer Straße Nr. 3 geborenen Dichter Heinrich Zschokke.
Nach den schweren Zerstörungen des Zweiten Weltkrieges erfolgte ein Wiederaufbau der Stadt, der sich nicht an die historisch gewachsene Stadtstruktur hielt. Die Zschokkestraße wurde mit einer neuen Bebauung überbaut. An der Stelle der Straße befindet sich heute der nördlichste Plattenbau auf der Rückseite der Westseite des Breiten Wegs. Im Jahr 2001 wurde dann eine andere nach dem Krieg in der Nähe neu entstandene Straße nach Zschokke benannt.
Zschokkestraße; Stadtteil Altstadt; PLZ 39104
Vormals: Virchowstraße (Teilstück der Virchowstraße) (bis 2001)
Die Umbenennung der Straße nach dem in Magdeburg geborenen schweizerischen Schriftsteller Heinrich Zschokke wurde am 15. März 2001 durch den Stadtrat beschlossen. Auf die Ehrung Zschokkes hatte die Literarische Gesellschaft Magdeburg e. V. wiederholt gedrängt. Eine ursprünglich einmal bestehende Zschokkestraße war nach den Zerstörungen des Zweiten Weltkrieges nicht wiederaufgebaut worden. Die Umbenennung des Teilstücks der Virchowstraße bot sich unter mehreren Aspekten an. Das Teilstück hatte keine Verbindung zur eigentlichen etwas weiter südlich gelegenen Virchowstraße. Die Benennung war in der DDR-Zeit wohl eher informell erfolgt. Es wird vermutet, dass das Volkspolizeikreisamt als zuständige Meldebehörde nach der Fertigstellung der in den 80er Jahren entstanden DDR-Wohnungsbauten, lediglich den Namen des Bebauungsgebietes Virchowstraße für die Adressen der neuen Straße übernahm. Die verwirrende Namensgebung sollte nun korrigiert werden. Darüber hinaus befand sich die historische Zschokkestraße in nicht allzu weiter Entfernung. Auch wurde angeführt, dass das Wirken Zschokkes als Lehrer gut zum benachbarten Campus der Otto-von-Guericke Universität passen würde. Eine Anhörung der betroffenen Grundstückseigentümer erbrachte keine negative Reaktion. In der vorbereitenden Ausschusssitzung des Kommunal- und Rechtsausschusses vom 22. Februar hatte der Vertreter der Ratsfraktion Bündnis 90/Die Grünen kritisiert, dass nur der Eigentümer, ein großes Wohnungsbauunternehmen, nicht jedoch die zahlreichen Mieter, angefragt worden waren. Inhaltliche Bedenken ergaben sich jedoch nicht.
Zuckerbusch; Stadtteil Cracau; PLZ 39114
Die Straße verläuft auf einem Glacis der früher hier gelegenen Turmschanze, das im Volksmund „Zuckerbusch“ genannt wurde.
Zuckerstraße; Stadtteil Sudenburg; PLZ 39112
Vormals: Walmbergsweg (deren westlichstes Teilstück)
Die Straße wurde – wohl durch eine benachbarte Zuckerfabrik begründet – nach dem Nahrungsmittel Zucker benannt. Ursprünglich führte die jetzt nur als Sackgasse bestehende Straße weiter nach Osten zum Walmbergsweg.
Zuckschwerdtstraße; Stadtteil Sudenburg; PLZ 39112
Heute: Braunlager Straße
?
Zum Anker; Stadtteil Beyendorf-Sohlen; PLZ 39122
Der Name der Straße dürfte vom Gasthof Zum Anker herrühren, welcher sich ehemals an der Leipziger Chaussee befand und zu welchem die Straße von Beyendorf aus führte. Heute wird die Ansiedlung um den ehemaligen Gasthof als zu Beyendorf-Sohlen gehörender Ortsteil Anker bezeichnet.
Zum Bahnhof; Stadtteil Beyendorf-Sohlen; PLZ 39122
Die Straße führt im Ortsteil Beyendorf zum Bahnhof, dem heutigen Haltepunkt Magdeburg-Beyendorf.
Zum Bördepark; Stadtteil Reform; PLZ 39118
Diese 1262 Meter lange Straße verbindet die Salbker Chaussee mit der Straße Am Busch und führt unmittelbar am 1994 errichteten Einkaufszentrum Bördepark vorbei, woraus sich der Name erklärt. Die Widmung als Gemeindestraße erfolgte 2005, Benennung und Bau der Straße waren deutlich früher erfolgt.
Zum Engel; Stadtteil Beyendorf-Sohlen; PLZ 39122
Die Straße erhielt am 15. August 2002 durch den Stadtrat ihren Namen. Nach der Eingemeindung Beyendorf-Sohlens war die Straße in die Baulast der Stadt übergegangen. Da die Straße keinen Namen hatte, sollte, zur eindeutigen Erfassung in den Plänen und Verzeichnissen der Stadt, eine Benennung erfolgen. Wieso dieser Name gewählt wurde, war der Beschlussvorlage des Stadtrates jedoch nicht zu entnehmen. Die Straße führt jedoch von Beyendorf zur Ansiedlung um den ehemaligen Gasthof Zum Engel. Dieser Gasthof wurde 1843 erstmals urkundlich erwähnt. Er diente als Raststätte und Ausspann an der aus Richtung Leipzig kommenden nach Magdeburg führenden Fernverkehrsstraße (Leipziger Chaussee). Der aus drei Gebäuden bestehende alte Hof wurde bis auf einen Brunnen und ein Kellergewölbe 1889 abgerissen. Es entstand ein modernerer Gasthof, der 1890 fertiggestellt wurde. Der Gasthof verfügte über einen großen Saal, Gesellschaftszimmer und einen Garten. Im Zuge der Weltwirtschaftskrise wurde der Gastronomiebetrieb geschlossen. Das denkmalgeschützte Gebäude wurde ab 1990 saniert und besteht noch heute.
Zum Friedensweiler; Stadtteil Berliner Chaussee; PLZ 39114
Die Straße wurde nach dem Ortsteil Friedensweiler benannt, durch den sie verläuft.
Zum Handelshof; Stadtteil Stadtfeld Ost; PLZ 39108
Diese Straße befindet sich auf dem Gelände des ehemaligen Magdeburger Schlachthofes an der Liebknechtstraße. Auf diesem Gelände entstand, unter teilweiser Einbeziehung historischer Bausubstanz des alten Schlachthofes, ein neues Wohn- und Gewerbegebiet. Ehemalige Betriebsstraßen wurden daher zu öffentlichen Straßen. Auf dem Gelände des Schlachthofes befand sich ein Bereich der als „Viehhof“ (für Rinder und Schweine) bezeichnet wurde. Die Bezeichnung „Hof“ sollte daher für die anliegende Straße genutzt werden. Da in dem Gebiet nun Einzelhandel vorgesehen ist, wurde vom Stadtrat am 3. Juli 2003 der Name „Zum Handelshof“ gewählt.
Zum Lindenweiler; Stadtteil Stadtfeld West; PLZ 39110
Die Straße wurde nach dem Ortsteil Lindenweiler benannt, durch den sie verläuft.
Zum Sauren Tal; Stadtteil Alt Olvenstedt; PLZ 39130
?
Zum Schroteblick; Stadtteil Diesdorf; PLZ 39110
Die Straße befindet sich am südwestlichen Ortsrand Diesdorfs in Richtung der Niederung des Laufs der Schrote. Im Zuge der Erschließung eines neuen Bebauungsplangebietes ließen sich die neuen Grundstücke nicht in die Nummerierung der benachbarten Hollehochstraße eingliedern. Der Stadtrat beschloss daher am 11. Juli 2005 die Benennung. Der Bürgerverein Diesdorf hatte dem Namensvorschlag zugestimmt.

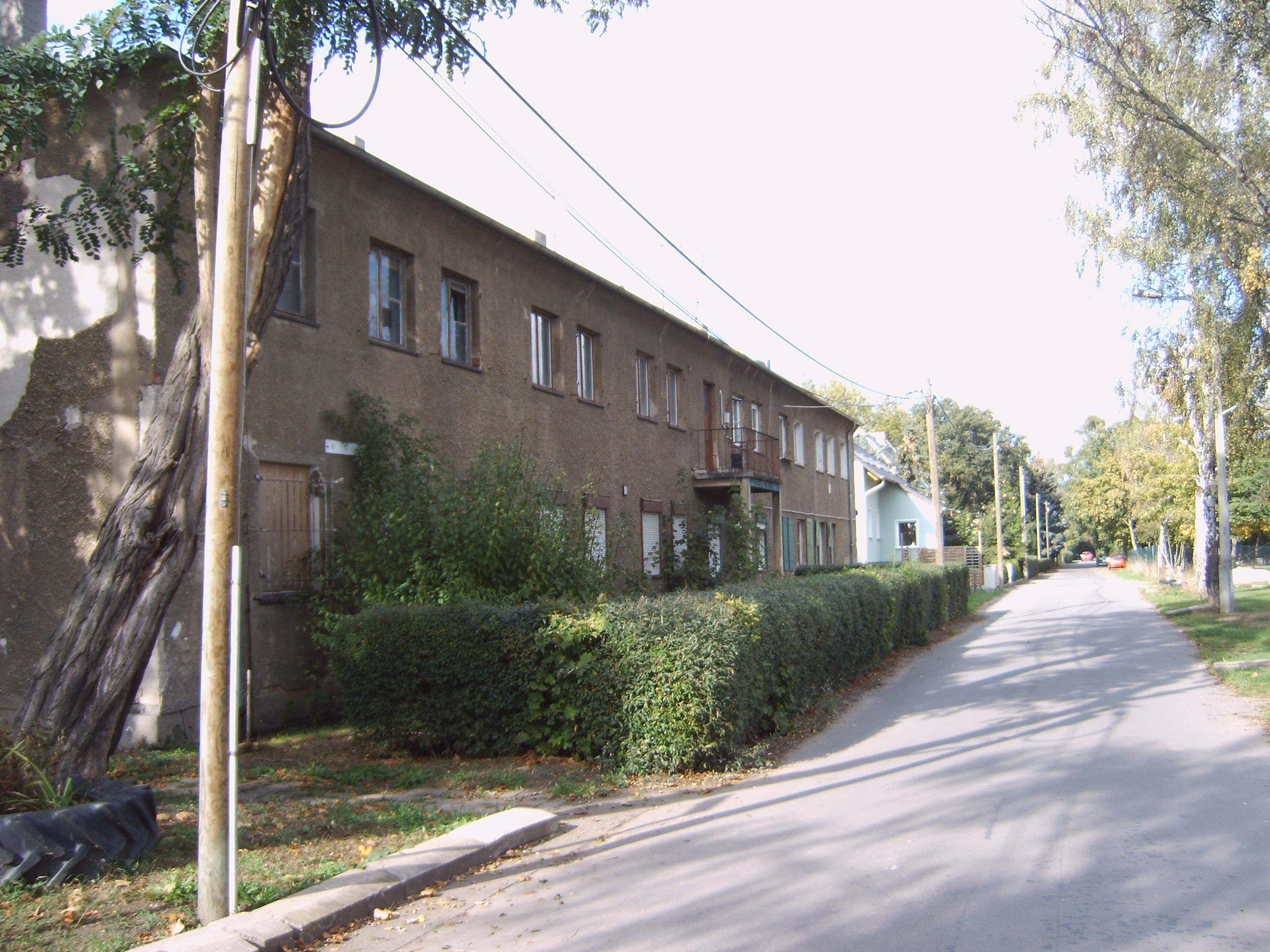
Straße Zum Waldsee

Zum Waldsee; Stadtteil Berliner Chaussee; PLZ 39114
Diese Straße läuft auf zwei im südlichen Teil des Biederitzer Buschs gelegene kleine Waldseen zu und trägt daher ihren Namen.
Zum Wiesgen; Stadtteil Ottersleben; PLZ 39116
?
Zur Alten Elbe; Stadtteil Randau-Calenberge; PLZ 39114
Die im Ortsteil Randau gelegene Straße wurde nach dem östlich von Randau gelegenen Gewässer Alte Elbe benannt, auf die die Straße zuläuft.
Zur Kirschblüte;Stadtteil Neustädter Feld; PLZ 39128
Der in den Holzweg einmündende Wohnweg wurde nach der Kirschblüte der „Japanischen Blütenkirsche“ benannt.

Zur Kirschblüte

Zur Korngrube; Stadtteil Diesdorf; PLZ 39110
 ?
Zur Kreuzhorst; Stadtteil Randau-Calenberge; PLZ 39114
Die Straße führt vom Magdeburger Ortsteil Randau in Richtung des Naturschutzgebietes Kreuzhorst.

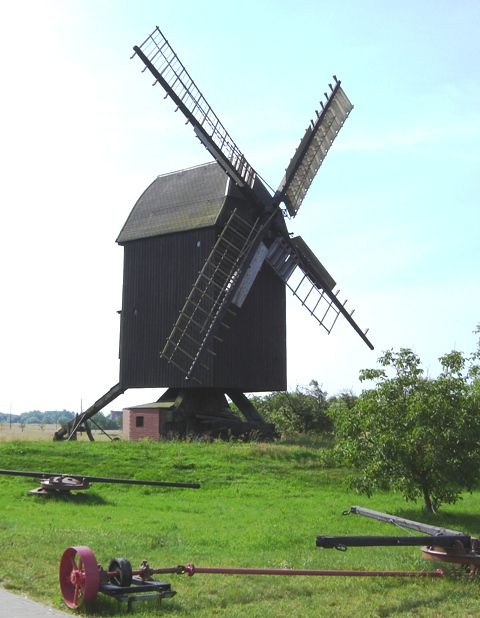
Bockwindmühle Pechau

Zur Mühle; Stadtteil Pechau; PLZ 39114
Die Benennung der Straße geht auf die hier befindliche Bockwindmühle Pechau zurück.
Institutionen, Bauwerke, Denkmäler:
- Bockwindmühle Pechau, Windmühle, erbaut 1828.

Zur Muttereiche; Stadtteil Berliner Chaussee; PLZ 39114
Diese Straße verläuft in die Richtung einer ursprünglich knapp außerhalb der Stadtgrenze im südlichen Teil des Biederitzer Buschs stehenden, als Muttereiche bezeichneten, großen Eiche. Aufgrund ihrer Lage diente die Eiche während der Zeit der Sozialistengesetze Ende des 19. Jahrhunderts als Treffpunkt und Versammlungsort Magdeburger Sozialdemokraten. Später fanden hier Maifeiern statt. Am 7. Mai 1961 wurde an der Stelle der Eiche ein Gedenkstein eingeweiht.
Zur Pappel; Stadtteil Cracau; PLZ 39114
?
Zur Schleuse; Stadtteil Barleber See; PLZ 39126
Die Straße führt zur zum Wasserstraßenkreuz Magdeburg gehörenden Sparschleuse Rothensee zwischen Mittellandkanal und Elbe. Zunächst entstand die Straße als Baustraße zur Schleusenbaustelle. Mit Beschluss des Stadtrates vom 8. Juni 2000 erhielt sie jedoch einen Namen, da sie nun dauerhaft als Anbindung der Schleusenanlage genutzt werden sollte.
Zur Siedlung Reform; Stadtteil Reform; PLZ 39118
Diese Straße wurde nach der Gartenstadt Reform, durch die die Straße führt, benannt.
Zur Tischlerbrücke; Stadtteil Altstadt; PLZ 39104
Vormals: Judengasse
Diese Straße verlief vom Breiten Weg nach Osten in Richtung Tischlerbrücke. Jedoch erhielt sie erst in der Zeit des Nationalsozialismus den Namen „Zur Tischlerbrücke“. Der zuvor bestehende Name „Judengasse“ wurde aus antisemitischen Gründen von der nationalsozialistischen Stadtverwaltung abgelehnt.
Nach den schweren Zerstörungen des Zweiten Weltkrieges erfolgte ein Wiederaufbau der Stadt, der sich nicht an die historisch gewachsene Stadtstruktur hielt. Die Straße Zur Tischlerbrücke wurde nicht wieder aufgebaut. An ihrer Stelle befand sich dann in der Zeit der DDR zunächst eine Grünfläche. Heute befindet sich in diesem Bereich der westliche Teil des Einkaufszentrums Allee-Center.
Zur Tonkuhle; Stadtteil Alt Olvenstedt; PLZ 39130
Die Straße wurde nach einer in diesem Gebiet ursprünglich einmal betriebenen Tongrube benannt. Der Namensvorschlag zur Benennung einer Straße im neu entstehenden Wohngebiet „An den Röthen“ stammte vom „Arbeitskreis Alt Olvenstedt“. Der Stadtrat folgte in seiner Sitzung vom 7. Februar 2002 diesem Vorschlag. Sämtliche Straßen des Wohngebiets erhielten Namen aus dem Bereich der Geologie.
Zur Viehbörse; Stadtteil Stadtfeld Ost; PLZ 39108
Diese Straße befindet sich auf dem Gelände des ehemaligen Magdeburger Schlachthofes an der Liebknechtstraße. Auf diesem Gelände entsteht, unter teilweiser Einbeziehung der historischen Bausubstanz des alten Schlachthofes, ein neues Wohn- und Gewerbegebiet. Ehemalige Betriebsstraßen werden daher zu öffentlichen Straßen. Die neue Haupterschließungsstraße des Gebiets, die am denkmalgeschützten ehemaligen Börsengebäude des Schlachthofes (der Viehbörse) vorbeiführt, erhielt daher auf Beschluss des Stadtrates vom 3. Juli 2003 den Namen „Zur Viehbörse“.
Zur Wassermühle; Stadtteil Diesdorf; PLZ 39110
Diese Straße stellt die Zufahrt zu einer ehemaligen Wassermühle, der Borns’schen Wassermühle, dar. Bereits im Jahr 1496 wird diese an der Schrote gelegene Mühle erstmals als Klosterbesitz urkundlich erwähnt. Zumindest bis 1933 war die Mühle in betrieb. Teile des alten Mühlengehöfts sind bis heute erhalten.
Institutionen, Gebäude, Denkmäler
- Haus Nr. 2, ehemalige Borns’sche Wassermühle

Zwischenwerkstraße; Stadtteil Industriehafen; PLZ 39126
Die Benennung der Straße dürfte auf ein ursprünglich in einiger Entfernung nördlich der Straße befindliches Zwischenwerk der Festung Magdeburg, das Zwischenwerk VIII a, zurückgehen.